# Gorytina
Sous-tribu
Synonymes
- Arpactini
- Hoplisini

Gorytina est une sous-tribu d'hyménoptères de la famille des crabronidés. Elle comprend les genres suivants :
- Afrogorytes
- Allogorytes
- Arigorytes
- Aroliagorytes
- Austrogorytes
- †Biamogorytes
- Eogorytes
- Epigorytes
- Gorytes (synonymes : Pseudoplisus, Leiogorytes)
- Hapalomellinus
- Harpactostigma
- Harpactus
- Hoplisoides
- Lestiphorus
- Leurogorytes
- Liogorytes
- Megistommum
- Oryttus
- Psammaecius
- Psammaletes
- Sagenista
- Saygorytes
- Stenogorytes (synonyme : Neoplisus)
- Stethogorytes
- Tretogorytes
- Xerogorytes